# NGC 6948
NGC 6948 (również PGC 65256) – galaktyka spiralna (Sa), znajdująca się w gwiazdozbiorze Indianina. Odkrył ją John Herschel 24 lipca 1835 roku.